# Longobarzi

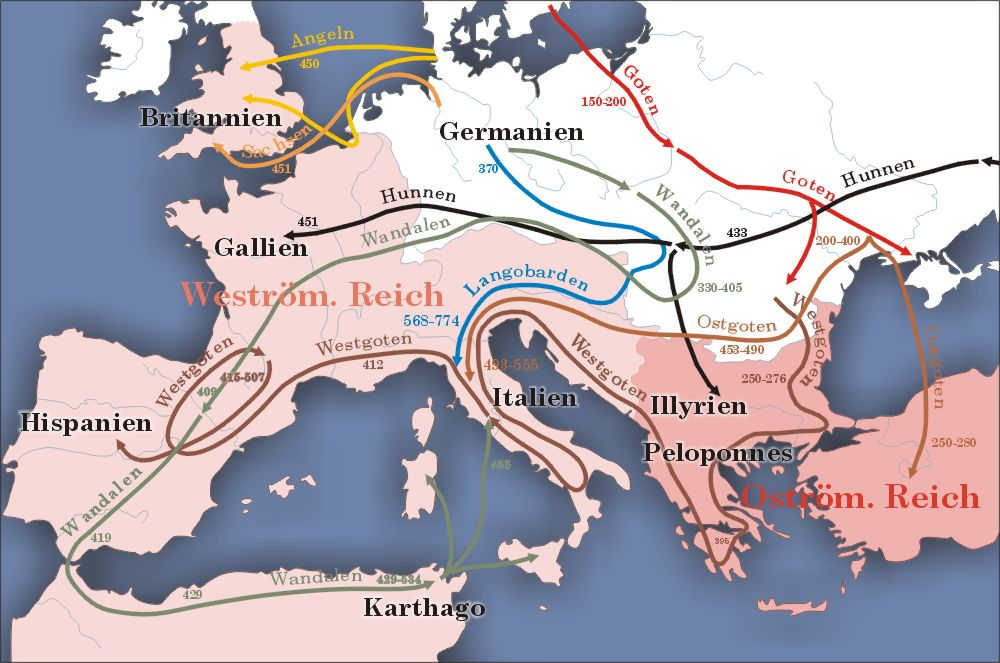
Migrația longobarzilor în sec. IV-VIII (albastru)

Longobarzii (în latină langobardi; nume alternativ lombarzi) erau triburi germanice - potrivit lui Tacit, din grupul suebilor - originare din nordul Europei, Scandinavia și teritorii astăzi situate în estul Germaniei și Polonia, respectiv între coasta Balticii și fluviul Elba. Prima menționare a lombarzilor a făcut-o între anii 9 și 16 d.Hr. istoricul roman Velleius Paterculus.

## Nume
Numele longobarzilor, un exonim, provine probabil de la bărbile lor lungi. Numele se păstrează în cel al regiunii Lombardia.

## Istoric
În secolul al IV-lea au pătruns în Imperiul Roman. Lombarzii se găseau în secolul al VI-lea în Panonia și Noricum (astăzi Austria), pe care o părăsesc în urma conflictelor cu avarii și datorită ocaziei de a se așeza în Italia. Ei erau încă în mare majoritate păgâni, și au împrumutat trăsături de civilizație – în special în practicile războinice – de la bizantini și de la avari. Solicitați de Imperiul Roman de Est ca mercenari împotriva ostrogoților ("războiul gotic" din anii 535-555), lombarzii conduși de Alboin întreprind din 569 cucerirea pe cont propriu a peninsulei italice. Ei au intrat prin Friul la 20 sau 21 mai 569. Foarte rapid cuceresc orașele din nord, la începutul anului 570, toată regiunea cuprinsă între Alpi și Po era cucerită. Stabilindu-și centrul la Pavia, își continuă expansiunea spre sud. Nu reușesc însă să pună stăpânire nici pe Roma, sediul papalității, nici pe Ravenna, reședința exarhului bizantin, reprezentant al împăratului de la Constantinopol, nici pe sudul Italiei sau pe Sicilia, rămase sub control bizantin. De aceea, stăpânirea lombardă nu a putut niciodată să asigure unificarea întregii Italii, iar conflictele cu papii de la Roma, în încercarea de a cuceri vechea capitală a Imperiului, îi determină pe aceștia din urmă să ceară ajutorul regilor franci.
Alboin a fost asasinat în 572, la scurt timp după luarea Paviei. Doi ani mai târziu este asasinat și succesorul său, Cleph. Timp de zece ani, longobarzii au trăit fără rege, conduși de ducii instalați într-un oraș roman sau o fortăreață, cum ar fi insula San Giulio de pe lacul Orta, la Nord de Novar.
În 584 monarhia a fost restaurată în favoarea lui Authari, fiul lui Cleph, arian dar căsătorit cu bavareza catolică Theodelind. Lui i-a succedat Agilulf, al doilea soț al Theodelindei, a cărui domnie este destul de bine cunoscută grație corespondenței papei Grigore cel Mare: el a extins teritoriul longobard în Emilia și la nord cu Roma (pe care a asediat-o). Fiul său Adaloald (616-626), catolic ca mama sa, a fost înlocuit de un arian, ducele de Brescia, Rothari (636-650), sub domnia căruia s-a scris, în 643, legea longobarzilor (Edictum Rothari) și teritoriul longobard s-a extins aproape definitiv cu cucerirea Liguriei.
Au mai urmat regi ca Liutprand (712-744), foarte energic și ambițios; el este cel care a reușit să supună ducatele independente de Spoleto și Benevent. Liutprand a mai încheiat un contract pentru Veneția cu primul doge, cunoscut cu numele Paulutius. Urmașul său, regele Ratchis (744-749), este înlăturat și trimis la mănăstirea Monte Cassino de propriul frate, Aistulf care a domnit între anii 749-756. Acesta reușește să înlăture definitiv dominația bizantină din Ravenna, desființând exarhatul și alungând pe ultimul exarh Eutychus în anul 751.
În 774 Carol cel Mare, viitorul împărat, îl învinge pe ultimul lor rege, punând capăt istoriei lombarde. Mici formațiuni statale lombarde, precum ducatele de Benevento și Spoleto, și-au continuat existența în centrul și sudul Italiei.